# Будинок дворянського зібрання (Чернігів)
Буди́нок черні́гівського дворя́нського зібра́ння — будівля для дворянських зібрань, яка була споруджена в 1859-1870 роках в місті Чернігів. Знаходилася на вулиці Музейній. Будинок був зруйнований в 1941 році.
Зараз на місці будинку знаходиться недобудований готельний комплекс «Дворянське зібрання».

## Історія
Будинок був споруджений в 1859-1870 роках за проектом архітектора Д. Єфімова, за участі О. І. Демут-Малиновського, О. П. Брюллова, 3. Скаржинського зі східного боку створеного на початку XIX століття нового майдану.
Складався з двох корпусів. Головний корпус Г-подібний у плані, з ризалітами по боках центрального об'єму, де містився зал зібрання. Допоміжний знаходився на південь від головного корпусу і виходив на площу боковим фасадом (збереглися підземні приміщення). У центрі будівлі містився великий двосвітний колонний зал. Архітектура комплексу була виконана в стилі пізнього провінційного класицизму.
Будинок відігравав значну роль у громадянському житті міста. Тут діяли самодіяльний театр під керівництвом Опанаса Марковича та І. Дорошенка, ставили народні п'єси, зокрема «Наталку Полтавку», виступали діячі української і російської культури — Леонід Собінов, Марія Заньковецька та ін.
В 1923 році, в будівлі розмістився новостворений Чернігівський губернський історичний архів. Під час бомбардувань Чернігова в 1941 році, будівля була зруйнована. Згодом руїни будівлі були розібрані в 1952-1954 роках.

## Готельний комплекс «Дворянське зібрання»
У 2004 році Чернігівська міська рада на 13-й сесії 24-го скликання ухвалила рішення про передачу приватній фірмі земельної ділянки площею 0,5447 га на території Валу для спорудження готельно-туристичного комплексу «Дворянське зібрання».
Малось на меті відновлення у новій споруді готелю фасадної частини будівлі Губернського Дворянського зібрання з розташуванням у курдонері музеєфікованої експозиції: планувалось взяти під скло виявлені при розкопках у 1985–1986 роках вулицю з дерев'яним покриттям XVI-XVII століття та фундаменти споруд княжого двору.
Реалізація проекту розпочалася у 2007 році, проте згодом виявилося, що забудовник не в змозі виконати свої зобов'язання.
Після цього почалася судова тяганина, що закінчилася постановою суду, яка зобов'язала забудовника розібрати недобудову.